# Commando spatial - La Fantastique Aventure du vaisseau Orion
Commando spatial - La Fantastique Aventure du vaisseau Orion (Raumpatrouille - Die phantastischen Abenteuer des Raumschiffes Orion) est une série télévisée ouest-allemande en sept épisodes en noir et blanc de 60 minutes, créée par Rolf Honold et W.G Larsen et diffusée du 17 septembre au 10 décembre 1966 sur le réseau ARD.
En France, la série a été diffusée du 13 mars au 8 mai 1967 sur la première chaîne de l'ORTF, puis sur Sci-Fi et Ciné Cinéma Classic.

## Synopsis
En l'an 3000, il n'y a plus qu'une seule nation sur Terre dont le gouvernement mondial est installé sous la mer. Le vaisseau Orion, appartenant à la patrouille de surveillance spatiale, est chargé de combattre les dangers venus de l'espace, et particulièrement les Frogs, une espèce extraterrestre désireuse d'envahir la planète.

## Accroche
Version originale : « Was heute noch wie ein Märchen klingt, kann Morgen Wirklichkeit sein. Hier ist ein Märchen von Übermorgen! Es gibt keine Nationalstaaten mehr, es gibt nur noch die Menschheit und ihre Kolonien im Weltraum. Man siedelt auf fernen Sternen; der Meeresboden ist als Wohnraum erschlossen. Mit heute noch unvorstellbaren Geschwindigkeiten durcheilen Raumschiffe unser Milchstraßensystem. Eins der Raumschiffe ist die Orion. Winziger Teil eines Sicherheitssystems das die Erde vor Bedrohungen aus dem All schützt. Begleiten wir die Orion und ihre Besatzung bei ihrem Patroulliendienst am Rande der Unendlichkeit. »
Version française : « Ce qui nous semble encore du domaine du rêve va devenir très vite l'histoire de demain. Voici une histoire d'après-demain. Il n'y a plus d'États nationaux, et l'humanité unie occupe toutes les planètes du système solaire, s'élance vers les étoiles lointaines, et habite le fond des océans aussi bien que les terres. À des vitesses inimaginables, des vaisseaux spatiaux sillonnent la galaxie. Un de ces vaisseaux est Orion, élément minuscule du gigantesque système de protection de la civilisation humaine contre les menaces venues du fond de l'univers. Nous allons accompagner l'équipage d'Orion dans une de ses missions, quelque part, dans l'espace... »

## Distribution

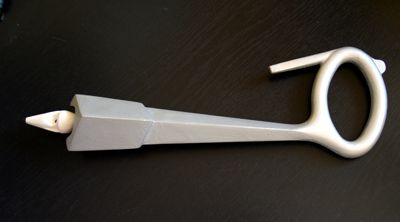
Arme laser utilisée par l'équipage de l'Orion.

- Dietmar Schönherr (VF : Claude Bertrand) : Commandant Cliff Allister McLane
- Eva Pflug : Lieutenant Tamara Jagellovsk
- Wolfgang Völz : Lieutenant Mario de Monti
- Claus Holm : Lieutenant Hasso Sigbjörnsen
- Friedrich G. Beckhaus (de) : Lieutenant Atan Shubashi
- Ursula Lillig (de) : Lieutenant Helga Legrelle
- Benno Sterzenbach : Général Winston Woodrov Wamsler
- Friedrich Joloff (de) : Colonel Hendryk Villa
- Hans Cossy (de) : Maréchal Kublai-Krim
- Charlotte Kerr : Général Lydia van Dyke
- Thomas Reiner (de) : Ordonnance Michael Spring-Brauner
- Franz Schafheitlin : Sir Arthur
- Christiane Minazzoli : Elle

## Diffusion en France
Initialement diffusée du 13 mars au 8 mai 1967 sur la première chaîne de l'ORTF, ce n'est que 39 ans plus tard, dans la nuit du 1er au 2 septembre 2006 (à 1 h 20 du matin), que le public français eut l'occasion de redécouvrir la série, avec la diffusion en version allemande sous-titrée du quatrième épisode, Les Déserteurs, dans le cadre d'un cycle consacré à Star Trek et à ses influences, sur la chaîne Sci-Fi. La série fut alors erronément présentée comme « inédite », et son titre réduit au diminutif de « Raumpatrouille Orion ». Puis, trois ans plus tard, soit 42 ans après la diffusion française initiale, l'intégralité de la série fut finalement reprogrammée sur une chaîne française, Ciné Cinéma Classic, à partir du 14 novembre 2009. Cette fois-ci, le doublage français d'époque (comprenant la voix de Claude Bertrand dans le rôle de McLane) et les intertitres en VF du générique, témoignant de la participation de l'ORTF, furent conservés. Les détails courants d'un monde futur demeurent toujours une référence pour les séries et films modernes de science fiction.
Commando Spatial étant une coproduction franco-allemande entre l'ORTF et Bavaria Atelier GmbH, il est à noter que quatre épisodes de la série font intervenir des acteurs français (tels que Jacques Riberolles) dans des seconds rôles, certaines scènes ayant même été tournées deux fois, avec des acteurs allemands, puis français.

## Autour de la série
La danse de salon, le galaxo, qui se danse sur le fond de l'océan dans le "Starlight Casino" est restée légendaire et associée à la série,. La chorégraphie a été conçue et dirigée par Roswitha Völz (née Roswitha Karwath), épouse de l'acteur allemand Wolfgang Völz.
Les sept épisodes de la série ont été adaptés dans un roman Commando Spatial écrit par René Barjavel et Pierre Lamblin (traducteur) aux Éditions Orion (1967).

## Épisodes
1. L'Attaque de l'espace (Angriff aus dem All)
2. Une planète en dérive (Planet außer Kurs)
3. Gardiens de la loi (Hüter des Gesetzes)
4. Les Déserteurs (Deserteure)
5. La Lutte pour le soleil (Kampf um die Sonne)
6. Le Piège de l'espace (Die Raumfalle)
7. L'Invasion (Invasion)

## Film
En 2003, Stephan Reichenberger composa à partir d'extraits des sept épisodes un film d'une heure et demie intitulé Raumpatrouille Orion – Rücksturz ins Kino. Le film fut diffusé en France sous le titre Mission Spatiale Orion par Arte le 31 mars 2011 à 0 h 15.